# Sonia Ontiveros
Sonia Ontiveros fue una primera actriz de teatro argentina.

## Carrera
Nacida para el teatro, Ontiveros se lució en diferentes roles cómico dramáticos considerándosela como una primera actriz de la escena nacional argentina. A lo largo de sus más de tres décadas en las tablas compartió escenario con grandes estrellas de aquellos tiempos como José Marrone, Alejandro Maximino, Noemí Laserre, entre muchos otros.

## Teatro
- El casado infiel (1960), estrenada en el Teatro Smart, junto con Pablo Palitos, Noemí Laserre, Fanny Brena, Alejandro Maximino, Tita Gutiérrez, Lucila Sosa, Norma Montana, Alfredo Distacio y Mónica Olivié.
- El diablo en el teléfono (1952), junto a Jorge Ayala, Alma Bambú, Juan Carlos Santa Cruz, Plácido Cepeda, José Cicarelli, María Elena Rodrigo, Enrique Giacobino, Jesús Gómez, Arturo Bamio, Estrella Rivera, Edmundo Rivero y Antonio Rojas.[1]
- Se necesita un hombre con cara de infeliz (1951), con la Compañía Cómica Argentina encabezada por José Marrone, junto con Fina Suárez, Samuel Giménez, Hugo Chemin, Arturo Arcari, Leónidas Brandi, Irma Quiroga, Graciela Amor, entre otros. Estrenado en el Teatro Corrientes.